# Bogfinke
Bogfinken (latin: Fringilla coelebs) er en 16 centimeter stor spurvefugl, der yngler i store dele af Europa og mod øst til Centralasien. Arten er desuden indført til New Zealand. Den er en af de almindeligste fuglearter i Danmark med en bestand på muligvis op til 2 millioner par.

## Udseende
Hannen har blågrå isse og nakke, mens undersiden samt kinder og ryg er rødbrune, overgumpen er gulgrøn. Hunnen er mere anonym med olivenbrun overside og lysere gråbrun underside. Begge køn har to hvide bånd på vingerne og hvide halesider. Næbbet er kegleformet og hos hannen blågråt i yngletiden, mens det er brunt om vinteren.

## Levested
Bogfinken yngler næsten alle steder med træbevoksning, både i nåletræsplantager, højstammet bøgeskov, levende hegn og parker. Om efteråret kan bogfinkerne samle sig i store flokke bl.a. på stubmarker.

## Stemme
Sangen, der er meget karakteristisk og varer 2-3 sekunder, kan skrives som: Det det det ... ka' jeg si' li' så tit det ska' vær'. Den består af to afsnit, først en række på oftest 9-15 ens figurer og derefter en afsluttende strofe, der består af op til 7 figurer. 
Bogfinkens lokkestemme "fink-fink" (eller: pink!) har givet navn til hele finkefamilien. Fra flyvende fugle i træk og i vintertiden høres et kort djø! eller gyp!. Desuden høres fra hannen i yngletiden det såkaldte regnkald, som man tidligere mente varslede regn. Det benyttes, når sanglysten er hæmmet, fx ved dårligt vejr. Det kan i Danmark fx lyde som et rullende rryhd eller som et hyit.
Den danske etolog Holger Poulsen, der indgående har studeret bogfinkernes stemmeforråd, har fundet, at bogfinke-hannen råder over 12 forskellige stemmer. En bogfinke-han er ikke født med sin sang, men lærer sangen ved at lytte til andre bogfinke-hanner, inden den er blevet 13 måneder gammel. Bogfinkens stemme er forskellig fra egn til egn: Man siger, at den synger med dialekt.

## Føde
Bogfinken lever for det meste af frø i vinterhalvåret og af insekter om sommeren. Som første del af fuglens navn antyder, lever den også af bog. Til bogfinkens fjender hører fx spurvehøgen.
| Hun | Han |